# Kunming–Szingapúr-vasútvonal
A Kunming–Szingapúr-vasútvonal az 1900-as évek óta tervezett vasútvonal a malajziai Szingapúrból a kínai Kunmingig. Napjainkban Kína ismét elővette a tervet, hogy a két város között egy kétvágányú, villamosított, normál nyomtávú nagysebességű vasútvonalat építsen. Az új vonal teljes hossza 3900 km, a vonatok maximális sebessége 200–250 km/h lesz, az első szakasz várható megnyitása 2020. A teljes vonal előreláthatólag 2030-ra készül el. A két város közötti jelenlegi eljutási idő vonattal és busszal (mivel nincs végig vasúti pálya) jelenleg 72 óra, ez a jövőben 10 órára fog csökkenni.

## Napjainkban
A tervezett két nagysebességű vasúti pályaszakasz építése gyors előrehaladást mutat Kínából Laoszon, Thaiföldön, és Malajzián keresztül Szingapúrba. A laoszi miniszterelnök-helyettes megerősítette, hogy a 7 milliárd amerikai dollárba kerülő vonal építése Vientiane-től a kínai Kunmingig 2011 áprilisában megkezdődött, és négy évig tart. A 421 km hosszúságú vonalból 190 kilométer alagúton keresztül vezet. A hidak és viaduktok összes hossza eléri a 90 kilométert. A megvalósításhoz szükséges tőke 70 százalékát Kína, míg a többit Laosz biztosítja. Mindeközben Kína és Thaiföld megállapodott abban, hogy közösen építenek egy 1500 km hosszú, normál nyomtávolságú, 200–250 km/h sebességű vasútvonalat, Nongkhajtól Bangkokon keresztül Padang Besarig Észak-Malajziában. A vonal építésének költségét 8 milliárd amerikai dollárra becsülik 19,1 százalékos gazdasági megtérüléssel. Az építkezés időtartamát négy évre tervezik. Az építési munkákat elnyert Thai-Sino közös vállalkozásnak felajánlották az első 30 év üzemeltetését is, amelyet további 20 évvel lehet meghosszabbítani.